# Flotation Toy Warning
Flotation Toy Warning est un groupe de rock britannique, originaire de Londres, en Angleterre. Formé en 2001, le groupe possède un style musical décrit comme un mélange de space rock et de pop baroque, portant des similitudes à des groupes tels que Mercury Rev, The Flaming Lips, Grandaddy, Sparklehorse, The Unicorns, et Air. Le groupe est composé du chanteur Paul Carter, guitaristes et bassistes Ben Argile et Nainesh Shah, le batteur Steve Swindon, et la claviériste Vicky West.

## Biographie
En 2002, le groupe sort deux EP sur le label londonien Pointy Records : I Remember Trees, et The Special Tape. En septembre 2004, Flotation Toy Warning sort leur premier album, Bluffer’s Guide to the Flight Deck, encore sur Pointy Records. Ils jouent la même année au festival de la Route du rock, en première partie de The National.
En 2005 leur premier album est réédité aux États-Unis par Misra Records et en France par Talitres Records. Leur morceau Happy 13 est utilisé par Channel 5pour la publicité de CSI et The Mentalist.
Flotation Toy Warning tourne en France, en Belgique, en Suisse et en Autriche en octobre et novembre 2011.
En novembre 2016, à l'occasion de la célébration des 15 ans du label Talitres, le groupe joue deux concerts en France. Après treize années d’absence, le groupe revient en mai 2017 avec un premier morceau intitulé King of Foxgloves. Il sort ensuite son deuxième album, The Machine that Made Us, le 16 juin 2017 sur le label Talitres.
La tournée française du groupe, initialement prévue à l'automne 2017, est annulée en septembre 2017 pour des raisons de santé.

## Membres

### Membres actuels
- Paul Carter - chant (depuis 2001)
- Ben Clay - guitare, basse (depuis 2001)
- Nainesh Shah - guitare (depuis 2001)
- Vicky West - claviers, samples, chant (depuis 2001)
- Steve Swindon - batterie en live (depuis 2008)

### Ancien membre
- Colin Coxall - batterie, Octopad (2001–2005)

## Discographie
- 2004 : Bluffer's Guide to the Flight Deck
- 2017 : The Machine that Made Us